# Tabula Traiana

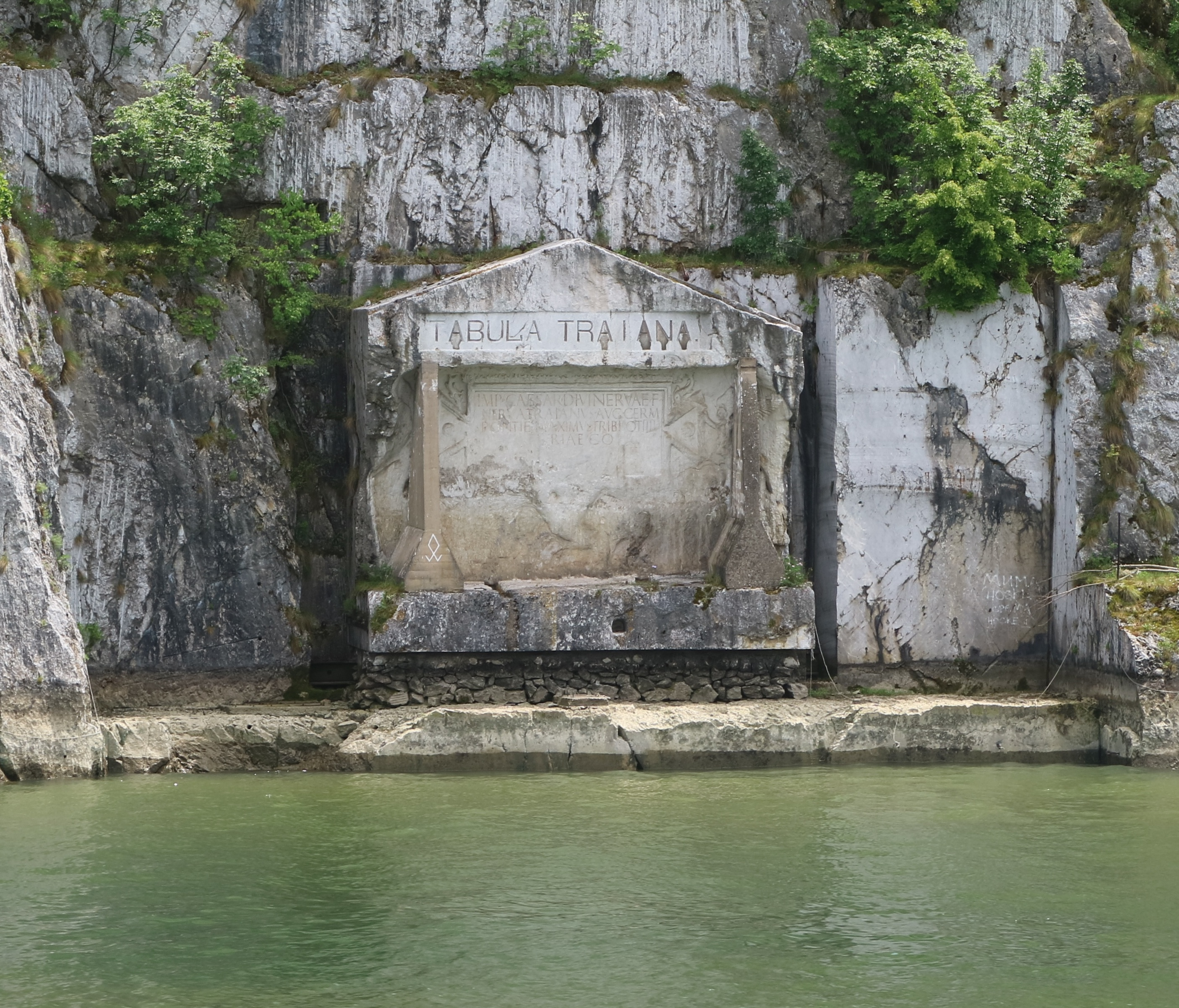
Die Tafel des Kaisers Trajan (Tabula Traiana)

Die Tabula Traiana (lateinisch für Tafel des Traian) ist eine in den Fels des Eisernen Tors gemeißelte, dem römischen Kaiser Trajan gewidmete Inschrift am Fuße der Almascher Berge, in der Nähe der serbischen Ortschaft Golo Brdo westlich von Kladovo im Nationalpark Đerdap. 

## Geschichte

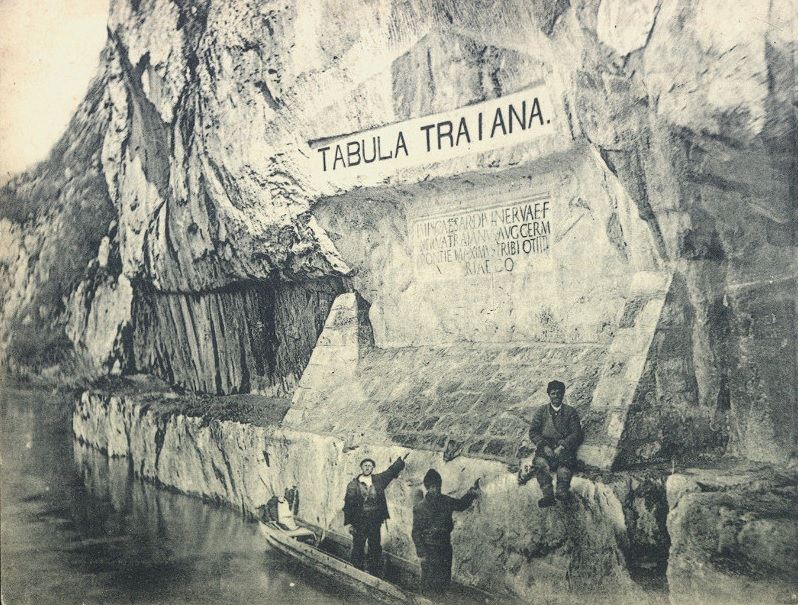
Aufnahme von 1908

Die am serbischen Ufer der Donau an der Felswand sichtbare Tabula Traiana wurde unter dem römischen Kaiser Trajan im Jahre 100 n. Chr. anlässlich der Beendigung des Straßenbauabschnittes der römischen (von Historikern Donausüdstraße genannten) Straße (von den Donauquellen bei Donaueschingen bis Rumänien) von Golubac bis Kladovo unterhalb der Schlucht des Eisernen Tors direkt in den Felsen gemeißelt.
1972 wurde bei den Bauarbeiten für das gemeinsame Kraftwerkprojekt Đerdap des damaligen Jugoslawien und Rumänien die Inschrift zusammen mit dem Felsen herausgemeißelt und auf ein höheres Niveau versetzt, um sie zu erhalten. Heute ist sie nur noch vom Wasser aus sichtbar. Der Wasserpegel des Đerdapsees erreicht seit der Errichtung des Staudamms fast den unteren Rand der Tafel, während die hier als Galerie ausgeführte „Trajan-Straße“ heute weit unter dem Wasserspiegel verläuft. 
Die „Trajan-Straße“, lateinisch „via iuxta danubium“, von heutigen Historikern Donausüdstraße genannt, ist die östliche Verlängerung der schon um 45 n. Chr. gebauten römischen Militärstraße, die vom „Donauanfang“ beim Kastell Hüfingen bei Donaueschingen zunächst nur bis zum Donaudurchbruch bei Weltenburg oberhalb von Kelheim führte. Trajan ließ um das Jahr 100 diese strategisch wichtige Straße nach Osten verlängern, nachdem er den als Eisernes Tor bekannten Donaudurchbruch als vorbereitende Maßnahme für die Dakerkriege erobert hatte. Die Straße führte bis östlich von Belgrad. Dort hatte Kaiser Trajan für den Nachschub einen Donauhafen anlegen und die Trajansbrücke über die Donau bauen lassen. Schon vor dem Bau des Kraftwerks war die Donauschlucht am Eisernen Tor so eng, dass zwischen Fluss und Felswand kein Platz für eine Straße war. Trajans Architekt Apollodor von Damaskus ließ daher an dieser Stelle die Straße über einseitig horizontal im Fels befestigte Balken (eine balkonartige Konstruktion) führen. Die römischen Legionäre schienen so vom gegenüberliegenden Ufer aus gesehen über dem Wasser der Donau zu schweben. Der Bau dieser Straße ist auf der Trajanssäule in Rom dargestellt.

## Ausführung
Die doppeltgeränderte Tabula Traiana, eine tabula ansata mit einer Länge von 4,10 m und einer Höhe von 1,75 m wird zu beiden Seiten von geflügelten Genien gehalten, über denen schwebende Delfine zu sehen sind. Bekrönt wird sie von einem Vordach mit rosettengeschmückten Kassetten, darüber befindet sich die Darstellung eines Adlers mit geöffneten Schwingen. Rechts und links sind je drei sechsblättrige Rosetten als Reliefs in den Stein gehauen. Das Inschriftenfeld war mit Stuck überzogen und die Buchstaben wurden mit roter Farbe betont; von beiden waren Reste bei der Auffindung erhalten.

## Inschrift
Die einstige Bauinschrift umfasst sechs Zeilen, von denen auch heute noch vier gut lesbar sind. Die Reste der letzten beiden Zeilen wurden ursprünglich von der heute üblichen Lesung abweichend interpretiert:
Imp(erator) Caesar divi Nervae f(ilius)

Nerva Traianus Aug(ustus) Germ(anicus)

pontif(ex) maximus trib(unicia) pot(estate) IIII

pater patriae co(n)s(ul) III

montibus excisi[s] anco[ni]bus

sublat[i]s via[m r]e[fecit]
Übersetzung etwa: „Der Sohn des göttlichen Nerva und regierender Kaiser, Nerva Traianus Augustus Germanicus, Pontifex Maximus, zum vierten Male Inhaber der tribunizischen Gewalt, Vater des Vaterlandes und zum dritten Mal Konsul, stellte, nachdem er die Berge abgehauen hatte, mit erhobenen Kragbalken (ancones) die Straße wieder her.“
Otto Benndorf übersetzte anconibus sublatis „auf oder mit erhobenen Kragbalken“, Theodor Mommsen hingegen „nach Beseitigung der Ecken“. Er wollte in den ancones im Weg stehende Felsklippen erkennen, die im Rahmen des Straßenbaus beseitigt wurden. Erich Swoboda verstand anconibus sublatis so, dass „Traian die Balken und Streben beseitigt hat“. Diese Balken und Streben seien laut Swoboda konstruktive Elemente eines ursprünglich tiberischen Straßenbaus gewesen und überflüssig geworden, nachdem durch die trajanischen Arbeiten am Fels die Trassenführung hinreichend verbreitert worden war. Lediglich eine weitere Inschrift nennt ancones, speziell ihre Handwerker, die in der Inschrift als Stifter nach vollbrachter Arbeit auftreten. Martin Gabričević übersetzt in seiner Behandlung dieser Inschrift ancones mit „Konsolen“.